# Mosselbaai (gemeente)
De gemeente Mosselbaai (officieel Mosselbaai Plaaslike Munisipaliteit; Engels: Mossel Bay Local Municipality) is gelegen in het district Tuinroute in de Zuid-Afrikaanse provincie West-Kaap heeft 89.430 inwoners (2011).

## Hoofdplaatsen
Mosselbaai is op zijn beurt nog eens verdeeld in 17 hoofdplaatsen (Afrikaans: nedersettings) en de hoofdstad van de gemeente is de gelijknamige hoofdplaats Mosselbaai. 
- Boggomsbaai
- Brandwag
- Buysplaas
- Cooper
- Friemersheim
- Gannakraal
- Glentana
- Groot-Brakrivier
- Hartenbos
- Herbertsdale
- Klein-Brakrivier
- Mosselbaai
- Reebok
- Ruitersbos
- Sinksabrug
- Tergniet
- Vleesbaai